# Vron
Vron ist eine nordfranzösische Gemeinde mit 835 Einwohnern (Stand 1. Januar 2022) im Département Somme in der Region Hauts-de-France. Die Gemeinde liegt im Arrondissement Abbeville und ist Teil der Communauté de communes Ponthieu-Marquenterre und des Kantons Rue.

## Geographie
Vron liegt im Marquenterre, dem am Meer gelegenen Teil des Ponthieu, am Ruisseau de Pende rund 3,5 km südlich von Nampont an der alten Route nationale 1 und erstreckt sich im Westen von der Autoroute A16 bis an den Rand der Gemeinde Argoules im Osten. Zur Gemeinde gehören das Schloss Avesnes im Nordwesten, das Gehöft Hémencourt südlich von diesem, die Ferme du Bois Thomas, der Weiler Callenges, die Häusergruppe Les Hallots sowie im Osten die Gehöfte Franc Picard, Moismont, Bodoage und Balance. Das Gemeindegebiet gehört zum Regionalen Naturpark Baie de Somme Picardie Maritime.

## Geschichte
In Vron wurde eine Nekropole gefunden, die bis auf die Römerzeit zurückgeht. Die Zisterziensermönche, die sich später im Kloster Valloires niederließen, bewohnten zuvor das Gehöft Balances. Im 19. Jahrhundert besaß Vron eine Fayencenfabrik und eine Zuckerfabrik.

## Einwohner
| 1962 | 1968 | 1975 | 1982 | 1990 | 1999 | 2006 | 2017 |
| ---- | ---- | ---- | ---- | ---- | ---- | ---- | ---- |
| 733  | 692  | 676  | 679  | 729  | 721  | 820  | 837  |

## Sehenswürdigkeiten

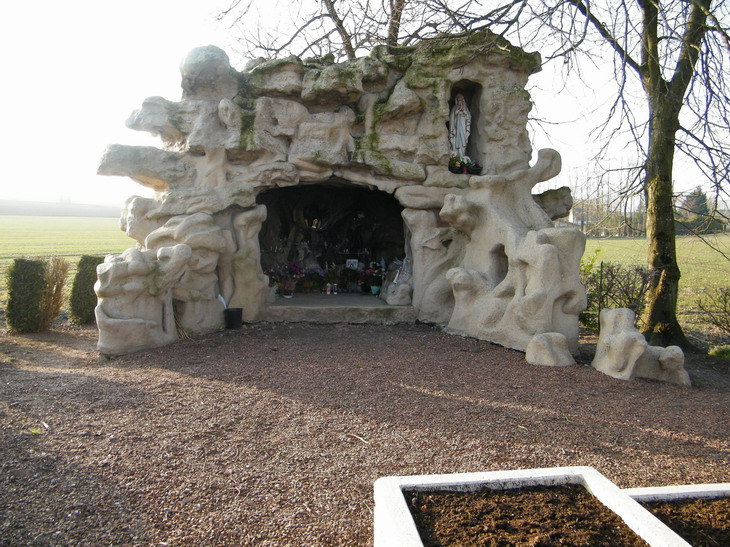
Die Lourdesgrotte

- Schloss von Avesnes aus dem 18. Jahrhundert mit seinem Park Parc du château d’Avesnes in der Base Mérimée des französischen Kulturministeriums (französisch) Jardin d’agrément du château Avesnes in der Base Mérimée des französischen Kulturministeriums (französisch)
- Kirche Saint-André mit Schiff aus dem 19. Jahrhundert
- Lourdesgrotte
- Kriegerdenkmal